# 葉偉民
葉偉民（Raymond Yip，1966年－），香港電影導演，由場記開始入行。

## 電影作品

### 導演
- 百變星君（1995）
- 不道德的禮物（1995）
- 怪談協會（1996）
- 古惑仔情義篇之洪興十三妹（1998）
- BadBoy特攻（2000）
- 友情歲月山雞故事（2000）
- 欲望之城（2001）
- 豐胸秘Cup（2002）
- 停不了的愛（2002）
- 當男人變成女人（2002）
- 安娜與武林（2003）
- 炮製女朋友（2003）
- 投名狀（2007）
- 阿飛（2008）
- 人在囧途（2010）
- 李小龍（2010）
- 親家過年（2012）
- 繡花鞋（2012）
- 一路順瘋（2013）
- 京城81號（2014）
- 怪談（2015）
- 魔宮魅影（2016）
- 決戰食神（2017）
- 冰封俠：時空行者（2018)
- 零度極限（2022)

## 電視劇作品

### 導演
- 原生之罪(網絡劇)（2018)
- 完美證據（待播)

## 外部連結
- 葉偉民在香港影庫上的簡介
- 葉偉民在豆瓣上的资料（简体中文）
- 葉偉民在时光网上的簡介（简体中文）
- 葉偉民在互联网电影资料库（IMDb）上的資料（英文）